# La Petite-Raon
Pour les articles homonymes, voir Raon.
La Petite-Raon [la pətit ʁɑ̃]  est une commune française située dans le département des Vosges en région Grand Est.
Ses habitants sont appelés les Petit-Raonnais.

## Géographie

### Localisation
La Petite-Raon est un village niché au creux de la vallée du Rabodeau en amont de Senones, au confluent de la rivière avec le ruisseau de la Rochère.

### Géologie et relief
- La roche Mère Henry, site classé le 8 décembre 1910[1].

### Sismicité
Commune située dans une zone 3 de sismicité modérée.
| Celles-sur-Plaine | Celles-sur-Plaine | Celles-sur-Plaine |
| Senones           | La Petite Raon    | Moussey           |
| Senones           | Vieux-Moulin      | Le Mont           |

### Hydrographie et les eaux souterraines
Hydrogéologie et climatologie : Système d’information pour la gestion des eaux souterraines du bassin Rhin-Meuse :
Territoire communal : Occupation du sol (Corinne Land Cover); Cours d'eau (BD Carthage),
Géologie : Carte géologique; Coupes géologiques et techniques,
 Hydrogéologie : Masses d'eau souterraine; BD Lisa; Cartes piézométriques.
La commune est située dans le bassin versant du Rhin au sein du bassin Rhin-Meuse. Elle est drainée par le Rabodeau, le ru de Grandrupt et le ruisseau des Ravines,.
Le Rabodeau, d'une longueur totale de 25,7 km, prend sa source dans la commune de Moussey et se jette dans la Meurthe à Moyenmoutier, face à Étival-Clairefontaine, après avoir traversé quatre communes.
Le ru de Grandrupt, d'une longueur totale de 10,2 km, prend sa source dans la commune de Grandrupt et se jette dans le Rabodeau sur la commune, après avoir traversé quatre communes.
Le ruisseau des Ravines, d'une longueur totale de 10,6 km, prend sa source dans la commune  et se jette dans le Rabodeau à Moyenmoutier, après avoir traversé trois communes.

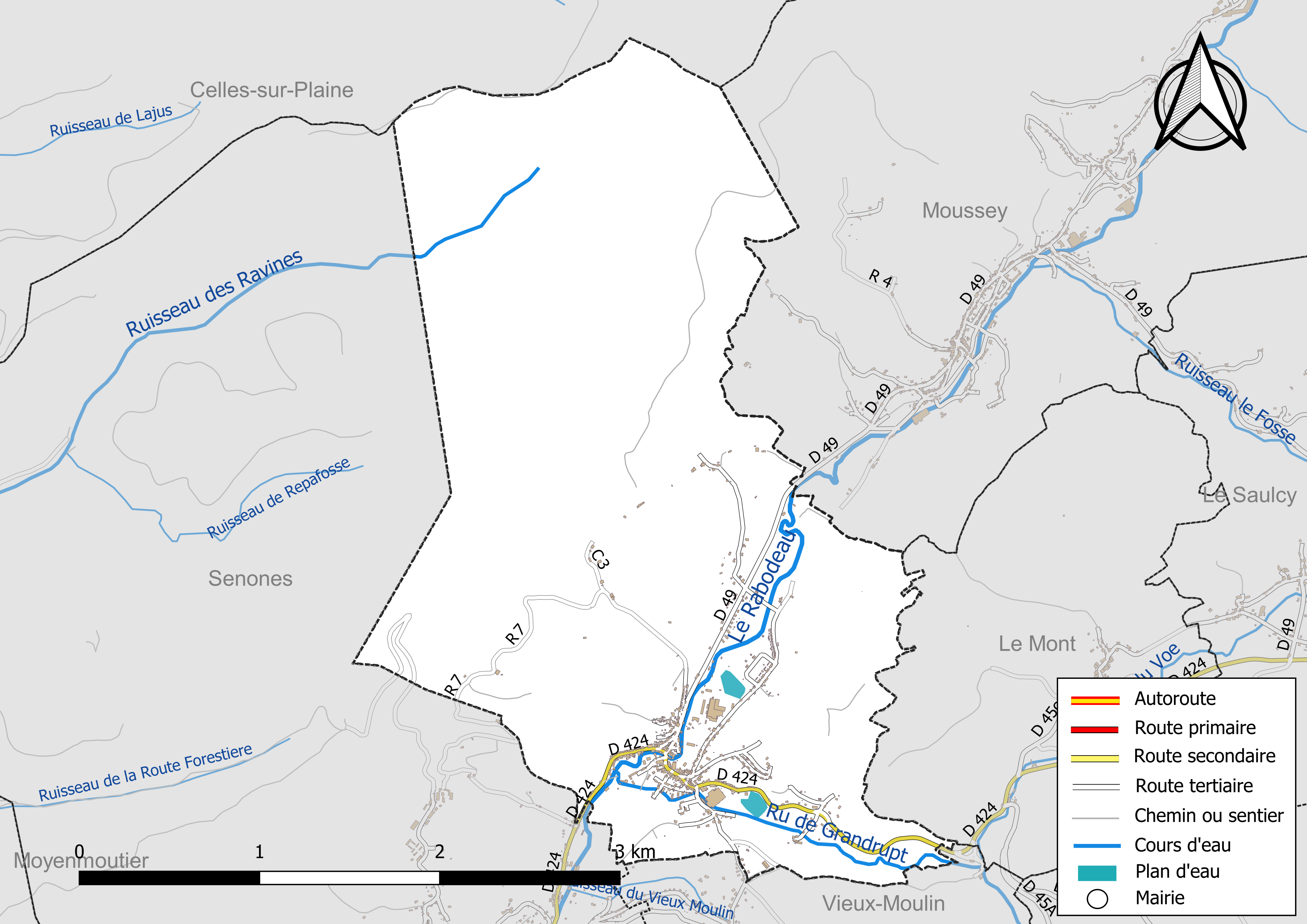
Réseaux hydrographique et routier de la Petite-Raon.

La qualité des eaux de baignade et des cours d’eau peut être consultée sur un site dédié géré par les agences de l’eau et l’Agence française pour la biodiversité.

### Climat
Pour des articles plus généraux, voir Climat du Grand Est et Climat des Vosges.
En 2010, le climat de la commune est de type climat de montagne, selon une étude du Centre national de la recherche scientifique s'appuyant sur une série de données couvrant la période 1971-2000. En 2020, Météo-France publie une typologie des climats de la France métropolitaine dans laquelle la commune est exposée à un climat semi-continental et est dans la région climatique  Vosges, caractérisée par une pluviométrie très élevée (1 500 à 2 000 mm/an) en toutes saisons et un hiver rude (moins de 1 °C).
Pour la période 1971-2000, la température annuelle moyenne est de 9,5 °C, avec une amplitude thermique annuelle de 17 °C. Le cumul annuel moyen de précipitations est de 1 062 mm, avec 13 jours de précipitations en janvier et 10,4 jours en juillet. Pour la période 1991-2020, la température moyenne annuelle observée sur la station météorologique de Météo-France la plus proche, « Ban-de-Sapt », sur la commune de Ban-de-Sapt à 7 km à vol d'oiseau, est de 10,3 °C et le cumul annuel moyen de précipitations est de 1 027,3 mm. 
La température maximale relevée sur cette station est de 36,9 °C, atteinte le 7 août 2015 ; la température minimale est de −17 °C, atteinte le 19 décembre 2009,,.
Les paramètres climatiques de la commune ont été estimés pour le milieu du siècle (2041-2070) selon différents scénarios d'émission de gaz à effet de serre à partir des nouvelles projections climatiques de référence DRIAS-2020. Ils sont consultables sur un site dédié publié par Météo-France en novembre 2022.

## Urbanisme

### Typologie
Au 1er janvier 2024, La Petite-Raon est catégorisée bourg rural, selon la nouvelle grille communale de densité à sept niveaux définie par l'Insee en 2022.
Elle appartient à l'unité urbaine de Moyenmoutier, une agglomération intra-départementale regroupant six  communes, dont elle est une commune de la banlieue,,. Par ailleurs la commune fait partie de l'aire d'attraction de Saint-Dié-des-Vosges, dont elle est une commune de la couronne,. Cette aire, qui regroupe 47 communes, est catégorisée dans les aires de 50 000 à moins de 200 000 habitants,.

### Occupation des sols
L'occupation des sols de la commune, telle qu'elle ressort de la base de données européenne d’occupation biophysique des sols Corine Land Cover (CLC), est marquée par l'importance des forêts et milieux semi-naturels (73,4 % en 2018), en diminution par rapport à 1990 (76,9 %). La répartition détaillée en 2018 est la suivante : 
forêts (73,4 %), prairies (16,1 %), zones urbanisées (7,5 %), zones agricoles hétérogènes (3 %). L'évolution de l’occupation des sols de la commune et de ses infrastructures peut être observée sur les différentes représentations cartographiques du territoire : la carte de Cassini (XVIIIe siècle), la carte d'état-major (1820-1866) et les cartes ou photos aériennes de l'IGN pour la période actuelle (1950 à aujourd'hui).

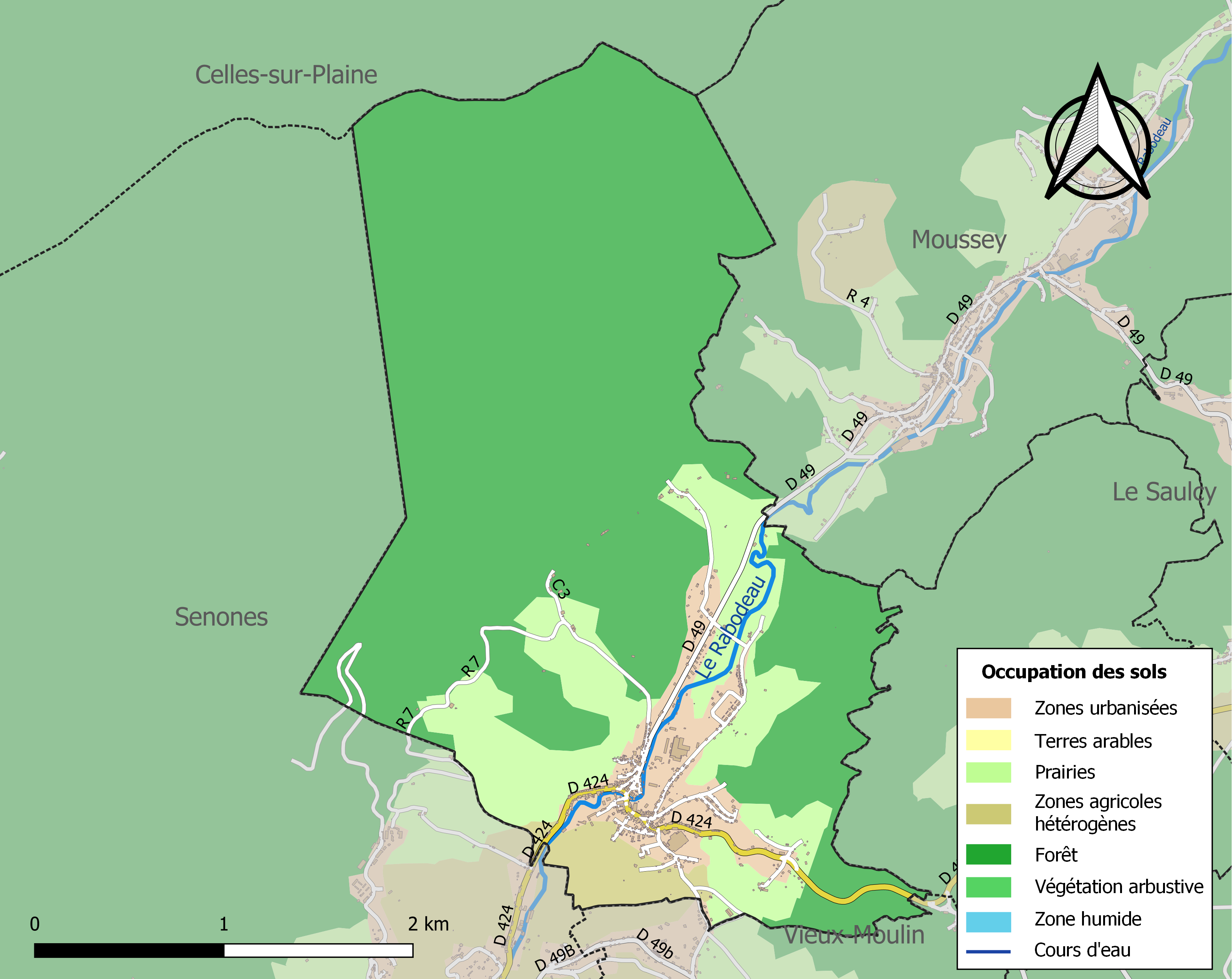
Carte des infrastructures et de l'occupation des sols de la commune en 2018 (CLC).

## Toponymie
Le nom de la localité est attesté sous les formes Lai Petitte Rawon (1489) ; La Petite Ravon (1695) ; Raon la Petite (1711) ; Rapo minor (1768).

Lé p’tiote Ravon en patois.
Raon (ou Ravon) signifie confluent dans le dialecte local donc c'est le petit confluent du Rabodeau et de la Rochère.
Le toponyme raon se retrouve dans le nom de quatre autres communes lorraines ; Raon-l'Étape, Raon-sur-Plaine,  Raon-lès-Leau, Raon-aux-Bois.
« La Petite Raon »  a pour forme savante le nom de la rivière Rabodeau, et a reçu pour toponyme le nom du cours d'eau sur lequel elle est située.

## Histoire
La Petite Raon est un village faisant partie du comté de Salm, échu à la partie lorraine en 1600, il est intégré dans la principauté de Salm-Salm formée en 1751. Après l'annexion de 1793, il constitue une commune du canton de Senones.
Le 4 août 1944 les Allemands, informés du parachutage pour le maquis de Viombois, procèdent à de nombreuses arrestations sur 4 villages.
Le 24 septembre 1944, 190 habitants de la Petite-Raon sont déportés (Journal d’André Roussel in BSPV 1972).
La commune a été décorée, le 11 novembre 1948, de la Croix de guerre 1939-1945.

## Politique et administration

### Liste des maires
| Période                                  | Période      | Identité                   | Étiquette | Qualité                          |
| ---------------------------------------- | ------------ | -------------------------- | --------- | -------------------------------- |
| Les données manquantes sont à compléter. |              |                            |           |                                  |
|                                          | 1980         | Pierre Krieger             |           | Décédé en cours de mandat        |
| 1980                                     | janvier 2008 | Raoul Soppelsa (1939-2008) |           | Cadre, décédé en cours de mandat |
| janvier 2008                             | avril 2014   | Pierre Schoub (1934-2019)  |           | Ingénieur EDF                    |
| avril 2014                               | En cours     | Jean Rabolt                |           | Expert-comptable                 |

### Budget et fiscalité 2022
En 2022, le budget de la commune était constitué ainsi :
- total des produits de fonctionnement : 560 000 €, soit 743 € par habitant ;
- total des charges de fonctionnement : 400 000 €, soit 530 € par habitant ;
- total des ressources d'investissement : 308 000 €, soit 408 € par habitant ;
- total des emplois d'investissement : 123 000 €, soit 164 € par habitant ;
- endettement : 212 000 €, soit 281 € par habitant.

Avec les taux de fiscalité suivants :
- taxe d'habitation : 31,56 % ;
- taxe foncière sur les propriétés bâties : 50,82 % ;
- taxe foncière sur les propriétés non bâties : 46,11 % ;
- taxe additionnelle à la taxe foncière sur les propriétés non bâties : 0,00 % ;
- cotisation foncière des entreprises : 0,00 %.

Chiffres clés Revenus et pauvreté des ménages en 2021 : médiane en 2021 du revenu disponible, par unité de consommation : 19 070 €.

## Population et société

### Démographie

#### Évolution démographique
L'évolution du nombre d'habitants est connue à travers les recensements de la population effectués dans la commune depuis 1793. Pour les communes de moins de 10 000 habitants, une enquête de recensement portant sur toute la population est réalisée tous les cinq ans, les populations de référence des années intermédiaires étant quant à elles estimées par interpolation ou extrapolation. Pour la commune, le premier recensement exhaustif entrant dans le cadre du nouveau dispositif a été réalisé en 2005.

En 2022, la commune comptait 737 habitants, en évolution de −2,38 % par rapport à 2016 (Vosges : −2,96 %, France hors Mayotte : +2,11 %).
| 1793 | 1800 | 1806 | 1821 | 1831 | 1836 | 1841 | 1846 | 1856 |
| ---- | ---- | ---- | ---- | ---- | ---- | ---- | ---- | ---- |
| 513  | 513  | 557  | 615  | 702  | 790  | 806  | 881  | 910  |

| 1861 | 1866 | 1876  | 1881  | 1886  | 1891  | 1896  | 1901  | 1906  |
| ---- | ---- | ----- | ----- | ----- | ----- | ----- | ----- | ----- |
| 924  | 908  | 1 215 | 1 273 | 1 354 | 1 329 | 1 721 | 1 639 | 1 581 |

| 1911  | 1921  | 1926  | 1931  | 1936  | 1946  | 1954  | 1962  | 1968  |
| ----- | ----- | ----- | ----- | ----- | ----- | ----- | ----- | ----- |
| 1 577 | 1 178 | 1 519 | 1 681 | 1 579 | 1 410 | 1 586 | 1 544 | 1 386 |

| 1975  | 1982  | 1990 | 1999 | 2005 | 2006 | 2010 | 2015 | 2020 |
| ----- | ----- | ---- | ---- | ---- | ---- | ---- | ---- | ---- |
| 1 409 | 1 147 | 982  | 913  | 894  | 881  | 844  | 760  | 739  |

| 2022 | - | - | - | - | - | - | - | - |
| ---- | - | - | - | - | - | - | - | - |
| 737  | - | - | - | - | - | - | - | - |

### Enseignement
Établissements d'enseignements :
- Écoles maternelles et primaires à La Petite-Raon, Moussey, Senones, Celles-sur-Plaine, Belval.
- Collèges à Senones, Raon-l'Étape, Provenchères-et-Colroy, Saint-Dié-des-Vosges.
- Lycées à Raon-l'Étape, Saint-Dié-des-Vosges.

### Santé
Professionnels et établissements de santé :
- Médecins à La Petite-Raon, Senones, Moyenmoutier, Celles-sur-Plaine, Étival-Clairefontaine.
- Pharmacies à La Petite-Raon, Senones, Moyenmoutier, Celles-sur-Plaine, Étival-Clairefontaine.
- Hôpitaux à Senones, Raon-l'Étape, Badonviller, Rothau, La Broque, Baccarat.

### Cultes
- Culte catholique, Paroisse Saint-Maurice-du-Rabodeau[34], Diocèse de Saint-Dié.

## Économie

### Entreprises et commerces

#### Agriculture
- Sylviculture et autres activités forestières.
- Élevage d'autres bovins et de buffles.
- Élevage de porcins.

#### Tourisme
- Hébergements et restauration à Senones, Belval, Grandrupt, Denipaire, La Voivre.

#### Commerces
- Commerces et services de proximité.

## Culture locale et patrimoine

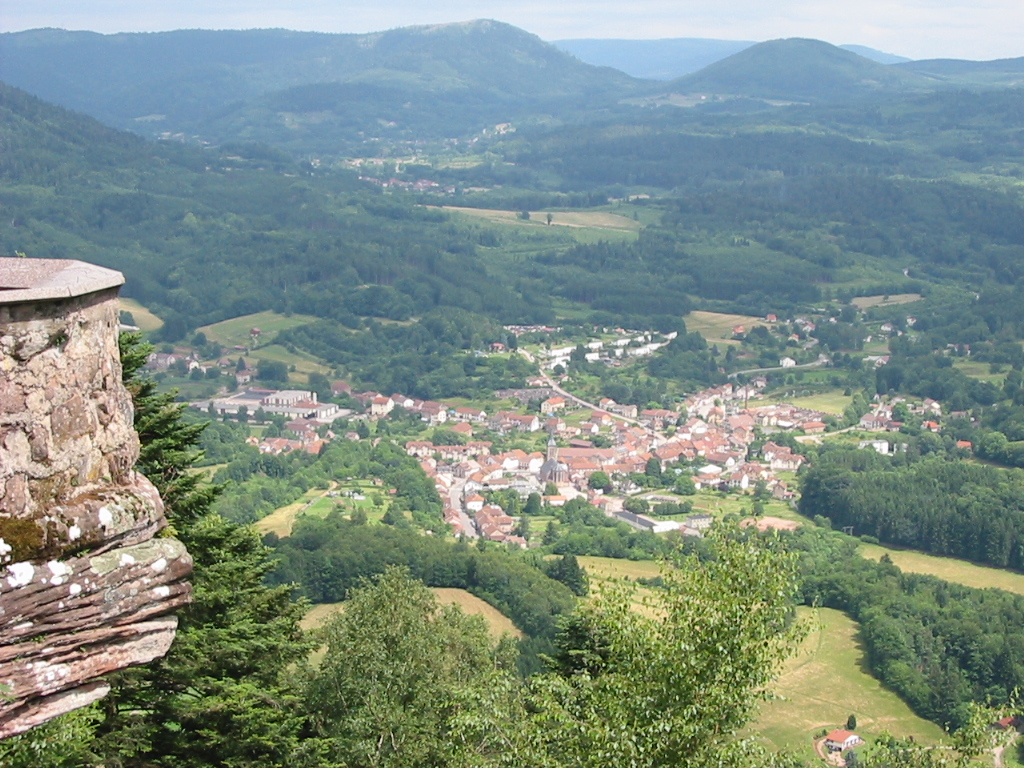
Vue d'ensemble depuis la Roche Mère-Henry[1].
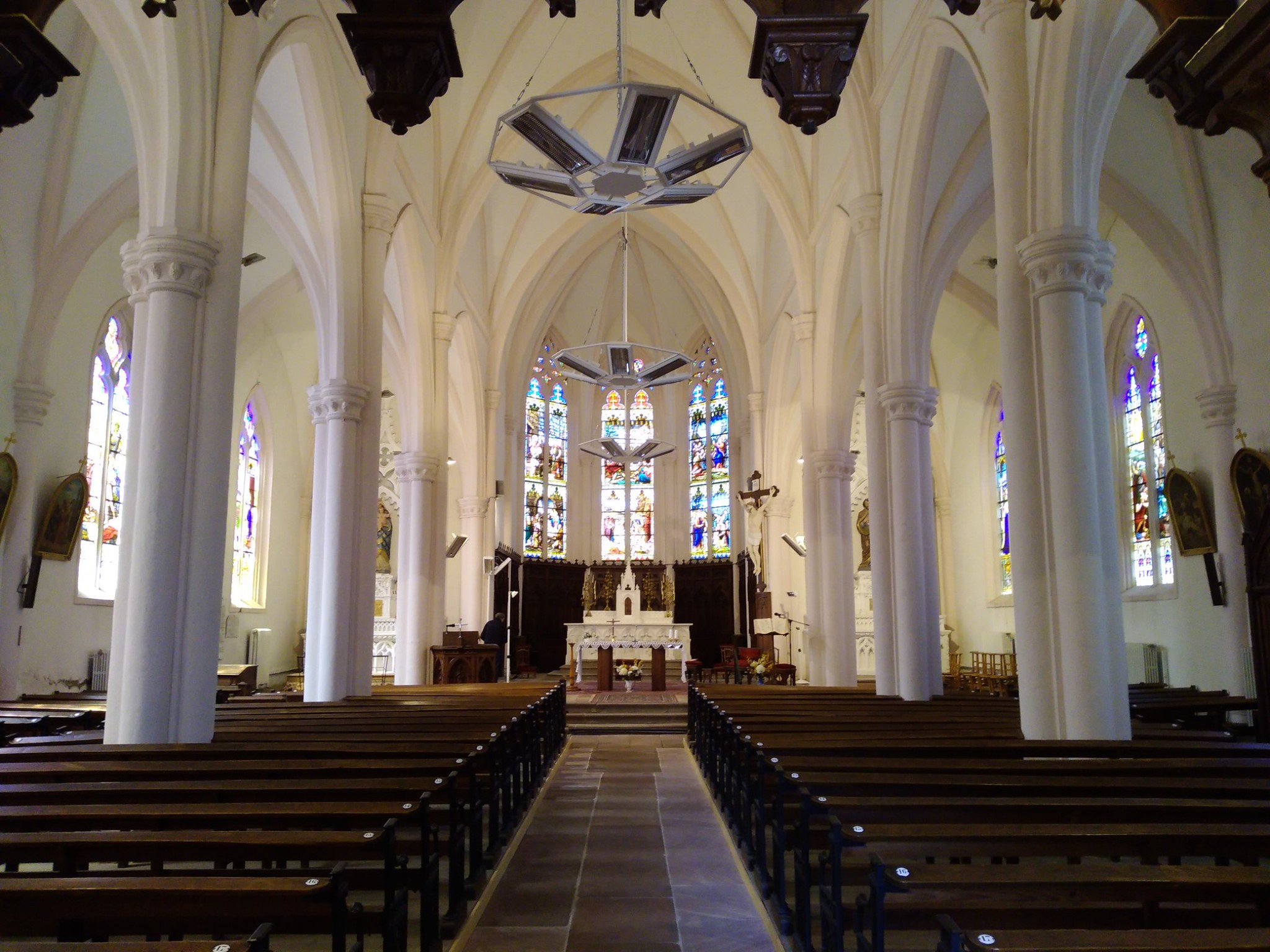
Église Saints-Sébastien-et-Quirin. Vue sur le chœur.

### Lieux et monuments
- Église Saints-Sébastien-et-Quirin, construite entre 1857 et 1865,

et son orgue neuf d'Henri Didier, reconstruit par François Didier en 1924.
- Vierge de grès, sculptée par Pierre Krieger, ancien maire.
- Le service régional de l'inventaire a procédé à une étude thématique du patrimoine rural et industriel[36].
- Temple de protestant dit temple de secours ou église-baraque, puis scierie[37].
- L'inventaire national du patrimoine naturel a dressé une liste de 38 taxons terminaux (espèces et infra-espèces) sur la commune[38]
- La Roche de la Mère Henry[39]

### Personnalités liées à la commune
- Fils d'un maître d'école, Jean François Joseph Fréchard est né à La Petite Raon, village de la principauté de Salm-Salm en 1765. Moine bénédictin à Moyenmoutier puis à Senones, dom Joseph Fréchard devient prêtre réfractaire. Nommé curé de Colroy-la-Roche après le Concordat de 1801, il est un pédagogue précurseur des écoles normales dès 1804 et fonde l'institution des frères de la doctrine chrétienne dans le diocèse de Nancy[40].

### Héraldique, logotype et devise
| Blason | Blasonnement : De sinople, au hérisson contourné d'argent, mantelé d'or, à deux saumons aussi d'argent, adossés et mis en pal, cantonnés de trois croisettes du champ disposées 1-2. Commentaires : Le hérisson est le symbole de la commune. Les saumons et les croisettes indiquent que La Petite-Raon faisait partie de la Principauté de Salm comme sa voisine Senones. Cependant ici, les émaux sont changés : le gueules du champ est transformé en or et les croisettes qui étaient d'argent sont de sinople. |

## Pour approfondir